# Teratoneura congoensis
Teratoneura congoensis is een vlinder uit de familie Lycaenidae. De wetenschappelijke naam van de soort is, als Teratoneura isabellae congoensis, voor het eerst geldig gepubliceerd in 1954 door Henri Stempffer.